# Apanthura trioculata
Apanthura trioculata là một loài chân đều trong họ Anthuridae. Loài này được Nunomura miêu tả khoa học năm 1993.